# Mistrzostwa Europy w Lekkoatletyce 1954 – trójskok mężczyzn

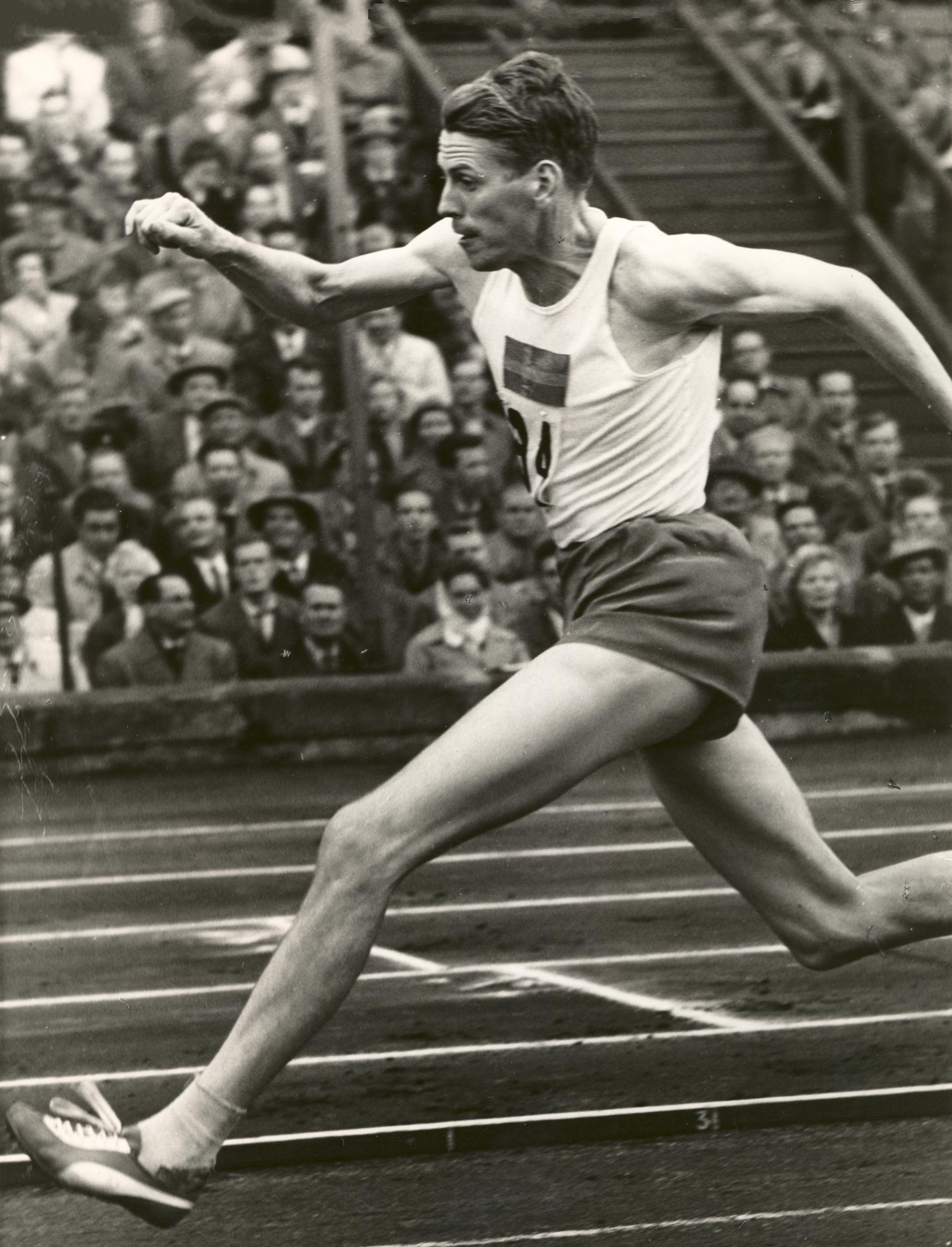
Roger Norman

Trójskok mężczyzn był jedną z konkurencji rozgrywanych podczas V Mistrzostw Europy w Bernie. Kwalifikacje zostały rozegrane 25 sierpnia, a finał 26 sierpnia 1954. Zwycięzcą został obrońca tytułu z poprzednich mistrzostw, reprezentant ZSRR Leonid Szczerbakow. W rywalizacji wzięło udział dwudziestu dwóch zawodników z piętnastu reprezentacji.

## Rekordy
| Rekord świata     | Leonid Szczerbakow (SUN) | 16,23 | Moskwa, ZSRR     | 19.07.1953 |
| Rekord Europy     | Leonid Szczerbakow (SUN) | 16,23 | Moskwa, ZSRR     | 19.07.1953 |
| Rekord mistrzostw | Leonid Szczerbakow (SUN) | 15,39 | Bruksela, Belgia | 23.08.1950 |

## Wyniki

### Kwalifikacje
| Miejsce | Zawodnik             | Wynik | Uwagi |
| ------- | -------------------- | ----- | ----- |
| 1       | Kari Rahkamo         | 15,06 | Q     |
| 2       | Fritz Portmann       | 14,86 | Q     |
| 3       | Martin Řehák         | 14,84 | Q     |
| 4       | Leonid Szczerbakow   | 14,79 | Q     |
| 5       | Roger Norman         | 14,67 | Q     |
| 6       | Zygfryd Weinberg     | 14,67 | Q     |
| 7       | Theo Strohschnieder  | 14,66 | Q     |
| 8       | Jerzy Gizelewski     | 14,62 | Q     |
| 9       | Rui Ramos            | 14,56 | Q     |
| 10      | Rade Radovanović     | 14,42 |       |
| 11      | István Bolyki        | 14,42 |       |
| 12      | Erwin Müller         | 14,34 |       |
| 13      | Tapio Lehto          | 14,30 |       |
| 14      | Ioan Sorin           | 14,29 |       |
| 15      | Ferhan Devekuşuoğlu  | 14,18 |       |
| 16      | Virgil Zavadescu     | 14,16 |       |
| 17      | Vilhjálmur Einarsson | 14,10 |       |
| 18      | Pierre Thiolon       | 14,05 |       |
| 19      | Walter Herssens      | 13,97 |       |
| 20      | Jacques Boulanger    | 13,91 |       |
| 21      | Herbert Pfeffer      | 13,90 |       |
| –       | Wasilij Diemientjew  | NM    |       |

### Finał
| Miejsce | Zawodnik            | Wynik | Uwagi |
| ------- | ------------------- | ----- | ----- |
| 1       | Leonid Szczerbakow  | 15,90 | CR    |
| 2       | Roger Norman        | 15,17 |       |
| 3       | Martin Řehák        | 15,10 |       |
| 4       | Zygfryd Weinberg    | 14,91 |       |
| 5       | Fritz Portmann      | 14,81 |       |
| 6       | Kari Rahkamo        | 14,73 |       |
| 7       | Jerzy Gizelewski    | 14,20 |       |
| 8       | Theo Strohschnieder | 14,15 |       |
| 9       | Rui Ramos           | 13,97 |       |